# 章興站
章興站（韓語：장흥역）是朝鮮民主主義人民共和國咸镜北道富宁郡的一個鐵路車站，属于咸北线。

## 邻近车站
咸北线
石幕站 - 章興站 - 兄弟站